# Mastigophorophyllon serrulatum
Mastigophorophyllon serrulatum är en mångfotingart som beskrevs av Carl Graf Attems 1927. Mastigophorophyllon serrulatum ingår i släktet Mastigophorophyllon och familjen Mastigophorophyllidae. Inga underarter finns listade i Catalogue of Life.